# Cheap Trick
Cheap Trick – amerykański zespół powstały w 1975 r. Ich muzyka łączyła punk-rock, pop i heavy metal. W 1977 r. grupa wydała swój pierwszy album Cheap Trick. W tym samym roku powstała druga płyta In Color.
Zespół Cheap Trick bardzo rzadko cieszył się mainstreamowym sukcesem, chociaż miał wielu miłośników, co zawdzięczał częstym trasom koncertowym i połączeniu popowych dźwięków z melodyjnością Beatlesów i energią punk rocka. Był z pewnością pierwszym zespołem grającym pop-punk. Muzyka tej formacji zyskała szczególną sławę w Japonii.
Zespół wydał łącznie ponad 20 albumów i ma na koncie takie utwory jak: „The Flame”, „Can’t Stop Falling Into Love”, „Don’t Be Cruel” czy „I Want You to Want Me”.
Od 2009 roku zespół kontynuuje tournée w oryginalnym składzie. O zespole można często znaleźć wzmianki w japońskiej prasie. Zespół często nazywany jest tam „Amerykańskimi Beatlesami”. Stan Illinois uchwalił dzień 1 kwietnia dniem Cheap Trick. Zespół zajmuje 25. pozycję na liście VH1, 100 Najlepszych Artystów Hardrockowych.

## Historia

### Powstanie zespołu (1967–1978)
W 1961 roku Nielsen zaczął grywać lokalnie w stanie Illinois na cennych i rzadkich gitarach. Założył on kilka lokalnych zespołów takich jak The Pagans, The Boyz i The Grim Reapers. W 1967 rok utworzył wraz z Peterssonem zespół Fuse.
Fuse wydało płytę długogrającą w 1968 roku za pośrednictwem Epic Records. Na LP znajdowały się utwory hardrockowe oraz czerpiące brzmienie z progresywnego rocka. Bun E. Carlos, ówczesny perkusista Fuse, zdenerwowany brakiem sukcesu i pierwszej płyty, wyjechał w 1971 roku do Filadelfii. Reszta składu w latach 1972–1973 tworzyła zespół Sick Man of Europe. Po europejskiej trasie koncertowej Nielsen i Petersson powrócili do Rockford i dołączyli do Carlosa.
Randy Xeno Hogan był pierwszym wokalistą Cheap Trick, jednak opuścił zespół tuż po jego utworzeniu. Zastąpił go Robin Zander.
Z Robinem Zanderem na wokalu, zespół nagrał demo w 1975 roku i grał w magazynach, kręgielniach i innych miejscach w środkowo-zachodnich Stanach Zjednoczonych. Zespół podpisał kontrakt płytowy z Epic Records na początku 1976 roku. Pierwsza płyta grupy zatytułowana po prostu Cheap Trick miała premierę w 1977 roku. Ich drugi album, In Color ukazał się jeszcze tego samego roku. Wydawnictwo osiągnęło 443. miejsce na liście 500 największych albumów wszech czasów Rolling Stone.
Trzeci album zespołu, Heaven Tonight, został wydany w maju 1978 roku. Otwierający płytę utwór „Surrender” stał się jednym z najważniejszych przebojów grupy.

## Skład
- Robin Zander – wokal
- Rick Nielsen – gitara
- Tom Petersson – gitara basowa
- Bun E. Carlos – perkusja

## Dyskografia

### Albumy studyjne
- Cheap Trick (1977)
- In Color (1977)
- Heaven Tonight (1978)
- Cheap Trick at Budokan (1979)
- Dream Police (1980)
- All Shook Up (1980)
- One On One (1982)
- Next Position Please (1983)
- Standing On The Edge (1985)
- The Doctor (1986)
- Lap of Luxury (1988)
- Busted (1990)
- Greatest Hits 1976-1991 (1991)
- Woke Up With a Monster (1994)
- Cheap Trick (1997)
- At Budokan: The Complete Concert (1998)
- Music For Hangovers (2001, live)
- Special One (2003)
- Rockford (2006)

### Albumy koncertowe
- (1978) At Budokan
- (1999) Music for Hangovers
- (2001) Silver

### Kompilacje
- (1991) The Greatest Hits
- (1996) Sex, America, Cheap Trick
- (2000) Authorized Greatest Hits
- (2004) The Essential Cheap Trick

### Ścieżki dźwiękowe do filmów
- Over The Edge (1979)
- Roadie (1980)
- Up The Academy (1980)
- Heavy Metal (1981)
- Rock & Rule (1981)
- Spring Break (1983)
- Up The Creek (1984)
- Top Gun (1986)
- Say Anything (1988)
- Caddyshack 2 (1988)
- Another Way (1988)
- Queens Logic (1990)
- Look Who’s Talking Too (1991)
- Gladiator (1992)
- Encino Man (1992)
- Howard Stern’s Private Parts (1997)
- Small Soldiers (1998)
- Detroit Rock City (1999)
- Joe Dirt (2001)
- Daddy Day Care (2003)
- This Thing of Ours (2003)
- Garfield (2004)

### Single
- (1977) „Oh Candy”
- (1978) „Surrender” – poz. 62 US
- (1979) „I Want You To Want Me” – poz. 7 US, poz. 29 UK
- (1979) „Ain’t That A Shame” – poz. 35 US
- (1979) „Dream Police” – poz. 26 US
- (1980) „Voices” – poz. 32 US
- (1980) „Way Of The World” – poz. 73 UK
- (1980) „Everything Works If You Let It” – poz. 44 US
- (1980) „Stop This Game” – poz. 48 US
- (1982) „If You Want My Love” – poz. 45 US, poz. 57 UK
- (1982) „She’s Tight” – poz. 65 US
- (1985) „Tonight It’s You” – poz. 44 US
- (1986) „It’s Only Love” – US
- (1988) „The Flame” – poz. 1 US, poz. 77 UK
- (1988) „Don’t Be Cruel” – poz. 4 US, poz. 77 UK
- (1988) „Ghost Town” – poz. 33 US
- (1989) „Never Had A Lot To Lose” – poz. 75 US
- (1990) „Can’t Stop Fallin’ Into Love” – poz. 12 US
- (1990) „Wherever Would I Be?” – poz. 50 US
- (1994) „Woke Up With A Monster” – US
- (1994) „You’re All I Wanna Do” – US
- (1996) „Gift” – US
- (1997) „Say Goodbye” – US
- (1999) „That 70's Song” – US
- (2003) „Scent Of A Woman” – US
- (2006) „Perfect Stranger” – US
- (2006) „Come On, Come On, Come On” – US